# سیارک ۶۶۲۸
سیارک ۶۶۲۸ (به انگلیسی: 6628 Dondelia، نامگذاری:1981WA1) شش هزار و ششصد و بیست و هشتمین سیارک کشف شده‌است که در ۲۴ نوامبر ۱۹۸۱ کشف شد.
قدر مطلق سیارک برابر ۱۲٫۶۰ است.